# Столбовка (Калужская область)
Столбовка — деревня в Малоярославецком муниципальном районе Калужской области в составе сельского поселения «Деревня Прудки». 
На 1859 год деревня Столбовка имеет владельца. Население при 9 дворах: 52 мужчины, 50 женщин.
В 1914 году в деревне Столбовка Башмаковской волости Малоярославецкого уезда Калужской губернии проживало 102 мужчины и 136 женщин (238 человек).

### География
Ближайшие населённые пункты: на востоке деревня Доброе, на северо-западе деревня Победа. К югу располагается трасса 29Н-282 «Детчино — Захарово». Возле деревни протекает речка Рожня.

## Население
| 2002 | 2010 |
| ---- | ---- |
| 3    | →3   |